# André Wallenborn
André Wallenborn (* 25. März 1995 in Köln) ist ein deutscher Fußballspieler.

## Karriere
Wallenborn wechselte 2002 von DJK Gremberg-Humboldt zum 1. FC Köln. Mit der A-Jugend gewann er 2013 den DFB-Junioren-Vereinspokal. Zur Spielzeit 2014/15 stieg er in den Kader der 2. Mannschaft auf und absolvierte alle 34 Punktspiele in der Regionalliga West für diese.
Im August 2015 wechselte Wallenborn zum  Drittligisten Hallescher FC. Sein Debüt gab er am 29. August 2015 (6. Spieltag) bei der 1:3-Niederlage im Heimspiel gegen Preußen Münster mit Einwechslung für Florian Brügmann  83. Spielminute. Sein erstes Tor in der Profiliga erzielte er am 30. Juli 2016 (1. Spieltag) beim 3:0-Sieg im Auswärtsspiel gegen Rot-Weiß Erfurt mit dem Treffer zum Endstand in der 83. Minute.
Im Sommer 2017 wechselte Wallenborn zurück nach Köln, wo er sich dem FC Viktoria Köln in der Regionalliga West anschloss. Mit der Viktoria wurde er 2018 Vizemeister der Regionalliga West. Während der Winterpause der Saison 2018/19 wechselte Wallenborn zum Ligarivalen SC Wiedenbrück. Insgesamt 6 Monate spielte er für den SC Wiedenbrück, erreichte aber mit dem Club das Finale im Westfalenpokal 2018/19, welches jedoch gegen den SV Rödinghausen verloren ging.
Im Juli 2019 erfolgte der nächste Wechsel innerhalb der RL West, diesmal schloss sich Wallenborn Alemannia Aachen an. Wallenborn absolvierte insgesamt 2 Spielzeiten für die Alemannia und kam so auf 45 Einsätze in der Liga. In der Saison 2019/20 spielte er mit dem Verein in der 1. Hauptrunde des DFB-Pokals, die Partie ging mit 1:4 gegen den Bundesligisten Bayer 04 Leverkusen verloren. In den Spielzeiten 19/20 und 20/21, erreichte er mit dem Verein jeweils das Finale im Mittelrheinpokal, jedoch konnte die Alemannia kein Finale für sich entscheiden.
Zur Spielzeit 2020/21 schloss sich Wallenborn der Altona 93 in der Regionalliga Nord an.

## Erfolge
- DFB-Junioren-Vereinspokal-Sieger 2013